# Jorge Hess
Jorge Hess (Wilde, 1902 - 30 de julio de 1980) fue un esperantista argentino y cofundador de la Liga Argentina de Esperanto.
Hess escribió un manual para el aprendizaje de esperanto que fue editado por primera vez en 1956 y se titula ¿Sabe Usted Esperanto?. Es uno de los más conocidos libros en español que tratan sobre el tema junto con Curso Práctico de Esperanto de Ferenc Szilágyi, el cual Hess adaptó para los hispanohablantes en 1949. 
Jorge Hess también compiló la obra Papeles de Wappers (1969) y fue algunas veces redactor de Argentina esperantisto una antigua revista mensual.

## Sobre su libro
¿Sabe usted esperanto? está diseñado para el autoaprendizaje de dicho idioma a la manera tradicional, o sea, lecciones para repetir en voz alta (20 capítulos breves con preguntas) e ilustraciones (de Carlos Wappers), pero sin demasiadas explicaciones gramaticales. Es un curso básico para principiantes.
Como se señala en el prólogo a este libro:

Los ejercicios son atrayentes, las explicaciones claras y breves, el vocabulario es de inmediata y cotidiana aplicación y no se omite el buen humor.
Enrique Balech, ¿Sabe usted esperanto?

Actualmente, se puede acceder al libro por internet.

## Enlaces
- ¿Sabe usted Esperanto? en Biblioteko.tk
- El libro ¿Sabe usted Esperanto? en Eldonejo Krajono
- ¿Sabe usted Esperanto? en el sitio de Enrique Elemberg

- Datos: Q545256